# Enjoy 33
Vous pouvez aider à l'améliorer ou bien discuter des problèmes sur sa page de discussion.
- Son admissibilité est à vérifier. Vous êtes invité à le compléter pour expliciter son admissibilité, en y apportant des sources secondaires de qualité. (Marqué depuis juin 2025)
- Il ne s’appuie pas, ou pas assez, sur des sources secondaires ou tertiaires. (Marqué depuis juin 2025)

- Archive Wikiwix
- Bing
- Cairn
- DuckDuckGo
- E. Universalis
- Gallica
- Google
- G. Books
- G. News
- G. Scholar
- Persée
- Qwant
- (zh) Baidu
- (ru) Yandex
- (wd) trouver des œuvres sur Wikidata

Enjoy 33 est une station de radio locale diffusant un programme basé sur les hits du moment, et les souvenirs des années 2000 et des nouveaux titres centré sur la métropole bordelaise. Elle couvre environ 80% du département de la Gironde en FM et émet également en DAB+ sur la zone Bordeaux Métropole depuis le 5 Novembre 2020.

## Historique
Connue à l'origine en 2004 sous le nom de TRG, elle est rebaptisée Enjoy 33 en juin 2011. Situés à l'origine à Castres-Gironde, ses studios ont été implantés à Cadaujac, et sont actuellement à Talence.

## Identité de la station - Logos

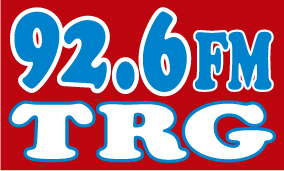
Logo de TRG de 2004 à 2009
Logo d'Enjoy 33 depuis 2022

## Programmation
Mixant informations de proximité, rubriques pratiques (infos trafic, prévisions météo, idées de sorties) et musique (tendances actuelles, classiques et exclusivités), ENJOY 33 vise en priorité les jeunes et les adultes actifs. Sa grille des programmes intègre 40% de musique française et francophone, la station se positionnant avant tout sur les hits du moment, les classiques des années 1990 à 2020, ou encore la musique latino.
Autres rendez-vous musicaux appréciés de ses auditeurs : les soirées des Jeudis, Vendredis et Samedis avec une playlist festive 
Cette radio diffuse de nombreux services centrés sur la vie dans l'agglomération bordelaise (points routes quotidiens rapportant les perturbations du trafic, informations locales et départementales, alertes en cas d'accidents ou de ralentissement des transports en commun, et de nombreuses idées de sorties / loisirs).
Elle propose aussi beaucoup d'évènements pour ses auditeurs, à travers des soirées "ENJOY" dans différents bars, restaurants et guinguettes de Gironde, ou encore via des concerts. Parmi ceux-ci, l'ENJOY LIVE en Juin, et une soirée mixant cirque et concert, généralement début décembre.

## Diffusion
Elle émet en modulation de fréquence (Fm), en DAB + et sur internet (appli et players)